# Julià Álvaro
Julià Álvaro Prat (n. San Andrés de Llavaneras, provincia de Barcelona; 3 de septiembre de 1962) es un periodista español y político de Alianza Verde.
Licenciado en Ciencias de la Información, por la Universidad Autónoma de Barcelona, y en Ciencias Políticas, por la UNED.  Entre 1989 y 2014 trabajó en RTVV, donde fue promotor de su Estatuto de Redacción en 1996, y entre 1996 y 2002 miembro del Comité de Redacción de Canal 9.
Desde octubre de 2014 es coportavoz de Verds-EQUO País Valencià. Desde julio de 2015 es Secretario autonómico de medioambiente y cambio climático del Gobierno de la Generalitat. Desde junio de 2021 es miembro de la Comisión Ejecutiva del partido de izquierdas Alianza Verde.

## Trayectoria profesional
Actualmente es Secretario Autonómico de Medio Ambiente y Cambio Climático en el Gobierno autonómico de la Generalitat valenciana; nombrado el 6 de julio de 2015.
Redactor de Canal 9 desde 1989, cuando aprobó las primeras oposiciones que se hicieron cuando la puesta en marcha de Radiotelevisión Valenciana, hasta el cierre de la emisora en 2014.
Antes había trabajado en diferente medios de comunicación catalanes (desde revistas comarcales hasta Catalunya Ràdio) y fue responsable de los informativos y presentador de Televisión de Mataró de 1987 a 1989.
En Canal 9 fue redactor de política nacional e internacional entre 1989 y 1997. Fue enviado especial a diferentes elecciones de ámbito nacional y autonómico, y también en congresos políticos y sindicales. En el ámbito internacional fue enviado especial a la Guerra del Golfo (1990-1991) y a la Guerra de la antigua Yugoslavia en Eslovenia y en Croacia (1990-1995).
El año 1997, en medio del proceso de depuración que el PP hizo —según denunciaron los mismos periodistas— a la Redacción de Canal 9, Julià Álvaro fue trasladado a la sección de Deportes. 
Fue promotor del Estatuto de Redacción de RTVV, el primero que existió en un medio público del Estado español (1996), y entre 1996 y 2002 fue miembro del Comité de Redacción de Canal 9.
En 1999, Álvaro, como representante del Comité de Redacción, compareció en las Cortes Valencianas para explicar el funcionamiento del departamento de Informativos de Canal 9. Allá denunció la manipulación que el PP, dirigido por Eduardo Zaplana, estaba haciendo de los informativos de la cadena. Mencionó decenas de casos concretos y fue en aquel marco donde descubrió que los cámaras de la cadena tenían prohibido grabar Zaplana por su perfil izquierdo, denuncia que fue recogida en cantidad suficiente por los medios de comunicación.
Como miembro del Comité de Redacción de Canal 9, recibió en 2002, el premio “libertad de Expresión” de la Unión de Periodistas Valencianos. En su discurso de recogida del galardón llamó la atención sobre la irregularidad que significaba dar un premio en reconocimiento de la lucha por la libertad de expresión a un grupo de trabajadores de una empresa pública en un régimen democrático. "Algo raro está pasado", dijo. 
Es coautor de los libros La televisión (im)posible, sobre los primeros años de informativos en RTVV y Adiós RTVV, una compilación de artículos alrededor de los últimos meses de Radiotelevisión Valenciana antes del cierre por parte del Partido Popular.
Julià Álvaro es articulista habitual en la prensa valenciana (Levante-EMV, El País, l'Informatiu, Eldiario.cv...), así como también contertulio en emisoras de radio y televisión.

## Actividad Política
Álvaro es coportavoz de Verds-EQUO País Valencià desde octubre de 2014 y miembro de Compromís. Anteriormente perteneció a Els Verds Esquerra Ecologista del País Valencià. En 2014 se presentó a las primarias de Compromís a las Elecciones Europeas y resultó el tercer candidato más votado para la lista de la coalición. Finalmente, después de los pactos con otras fuerzas del Estado español, fue el número 23 en la lista Primavera Europea que encabezaban Jordi Sebastià y Florent Marcellesi.
Tras abandonar Equo en 2019, en 2021 se sumó a Alianza Verde como miembro de su Comisión Ejecutiva.

## Personal
Julià Álvaro está casado, tiene una hija y vive en Bétera, en la provincia de Valencia. Lectura y deporte son sus dos aficiones más destacadas. Como jugador de balonmano, jugó en 2.ª categoría nacional. Posteriormente se ha dedicado a las carreras populares y al triatlón. Ha corrido diferentes maratones y medios maratones y ha quedado segundo clasificado en el campeonato autonómico valenciano de triatlón olímpico veteranos (1’5 kilómetros de natación-40 de ciclismo y 10 de carrera a pie y tercero en el campeonato de España de larga distancia (3’8 kilómetros de natación-180 de ciclismo y 42 de carrera a pie). Ha sido miembro del equipo español de larga distancia por el Mundial de triatlón veteranos.